# Plescop
Plescop település Franciaországban, Morbihan megyében. Lakosainak száma 6200 fő (2022. január 1.). Plescop Grand-Champ, Meucon, Saint-Avé, Vannes, Ploeren, Plougoumelen, Pluneret és Plumergat községekkel határos.

## Népesség
A település népességének változása:
| Lakosok száma | 1209 | 2678 | 2966 | 4631 | 5369 | 5638 | 5854 | 6145 | 6182 | 6200 |
|               | 1968 | 1982 | 1990 | 2006 | 2013 | 2015 | 2017 | 2019 | 2020 | 2022 |